# Correbia rufescens
Correbia rufescens là một loài bướm đêm thuộc phân họ Arctiinae, họ Erebidae.